# 宋𦙶乡
宋𦙶乡，是中华人民共和国山西省晋中市介休市下辖的一个乡镇级行政单位。

## 行政区划
宋𦙶乡下辖以下地区：
宋𦙶村、三道河村、南张家庄村、东段屯村、西段屯村、洪善村、宋安村、南桥头村、下站村、上站村、韩屯村、赵家堡村、李家堡村和花园村。